# Никулино (Починковский район)
Никулино — деревня в Починковском районе Смоленской области России. Входит в состав Васьковского сельского поселения. Население — 33 жителя (2013 год).
Расположена в центральной части области в 22 км к юго-востоку от Починка, в 9 км восточнее автодороги А141 Орёл — Витебск, на берегу реки Стомятка. В 10 км северо-западнее деревни расположена железнодорожная станция Васьково на линии Смоленск — Рославль.

## История
В годы Великой Отечественной войны деревня была оккупирована гитлеровскими войсками в июле 1941 года, освобождена в сентябре 1943 года.